# Amblystomus
Amblystomus es un género de coleópteros adéfagos de la familia Carabidae. 

## Especies
Se reconocen las siguientes:
- Amblystomus aeneolus (Chaudoir, 1876)
- Amblystomus aenescens (Motschulsky, 1858)
- Amblystomus alberti Basilewsky, 1951
- Amblystomus algirinus Reitter, 1887
- Amblystomus amabilis (Boheman, 1848)
- Amblystomus anthracinus (Sloane, 1898)
- Amblystomus australis Motschulsky, 1864
- Amblystomus basalis Peringuey, 1896
- Amblystomus bayeri Burgeon, 1935
- Amblystomus bilineatus G.Muller, 1942
- Amblystomus biplagiatus G.Muller, 1942
- Amblystomus bivittatus Andrewes, 1919
- Amblystomus blandus Peringuey, 1896
- Amblystomus breviceps Andrewes, 1947
- Amblystomus capensis (Motschulsky, 1864)
- Amblystomus cephalotes Reitter, 1896
- Amblystomus chalceus Andrewes, 1939
- Amblystomus colasi Basilewsky, 1948
- Amblystomus convexus (W.S.MacLeay, 1825)
- Amblystomus cuneatus Landin, 1955
- Amblystomus dantei Facchini, 2012
- Amblystomus decaryi Alluaud, 1935
- Amblystomus dispar Basilewsky, 1951
- Amblystomus dorsiger G.Muller, 1942
- Amblystomus dromioides Bates, 1889
- Amblystomus eburneus Basilewsky, 1951
- Amblystomus eduardinus Burgeon, 1935
- Amblystomus escorialensis Gautier des Cottes, 1866
- Amblystomus femoralis (Motschulsky, 1858)
- Amblystomus flavipes (Motschulsky, 1858)
- Amblystomus fuscescens (Motschulsky, 1858)
- Amblystomus gagatinus (Macleay, 1871)
- Amblystomus geayi Alluaud, 1935
- Amblystomus gracilis (Blackburn, 1888)
- Amblystomus guttatus Bates, 1873
- Amblystomus guttula (Dejean, 1831)
- Amblystomus hessei Basilewsky, 1948
- Amblystomus ignobilis Andrewes, 1947
- Amblystomus imerinae (Jeannel, 1948)
- Amblystomus indicus (Nietner, 1858)
- Amblystomus indotatus Basilewsky, 1946
- Amblystomus inflaticeps Andrewes, 1947
- Amblystomus intermedius Peringuey, 1899
- Amblystomus iranicus Jedlicka, 1961
- Amblystomus jeanneli Basilewsky, 1948
- Amblystomus katanganus Burgeon, 1935
- Amblystomus labroexcisus Facchini, 2012
- Amblystomus laetus (Blackburn, 1888)
- Amblystomus latefasciatus Basilewsky, 1963
- Amblystomus laticeps Andrewes, 1933
- Amblystomus latus Andrewes, 1947
- Amblystomus lepineyi Alluaud, 1934
- Amblystomus levantinus Reitter, 1883
- Amblystomus louwerensi Landin, 1955
- Amblystomus mauritanicus (Dejean, 1829)
- Amblystomus melonii Wrase & Magrinii, 2012
- Amblystomus metallescens (Dejean, 1829)
- Amblystomus metallicus (Blackburn, 1888)
- Amblystomus metrius Basilewsky, 1951
- Amblystomus minimus (Dejean, 1829)
- Amblystomus minutulus Basilewsky, 1946
- Amblystomus minutus (Castelnau, 1867)
- Amblystomus montanus (Blackburn, 1891)
- Amblystomus natalicus Peringuey, 1896
- Amblystomus niger (Heer, 1841)
- Amblystomus nigrinus Csiki, 1931
- Amblystomus nigrofemoratus Basilewsky, 1946
- Amblystomus nitidiceps G.Muller, 1942
- Amblystomus notabilis Landin, 1955
- Amblystomus obliquus (Sloane, 1898)
- Amblystomus omoxanthus Basilewsky, 1948
- Amblystomus ornatipennis (Boheman, 1848)
- Amblystomus orpheus (LaFerte-Senectere, 1853)
- Amblystomus ovalis (Sloane, 1900)
- Amblystomus pallidicolor G.Muller, 1942
- Amblystomus pallipes (Motschulsky, 1858)
- Amblystomus palustris (Blackburn, 1888)
- Amblystomus parvus (Blackburn, 1888)
- Amblystomus photophilus Basilewsky, 1948
- Amblystomus picinus Baudi di Selva, 1864
- Amblystomus posticalis Basilewsky, 1953
- Amblystomus pulchellus G.Muller, 1942
- Amblystomus punctatus Bates, 1892
- Amblystomus quadriguttatus (Motschulsky, 1858)
- Amblystomus quadrillum (Dejean, 1829)
- Amblystomus quadrinotatus (Dejean, 1831)
- Amblystomus quadripustulatus Jeannel, 1948
- Amblystomus quadrisignatus (boheman, 1848)
- Amblystomus raymondi Gautier des Cottes, 1861
- Amblystomus rectangulus Reitter, 1883
- Amblystomus regularis Landin, 1955
- Amblystomus resectus Andrewes, 1924
- Amblystomus rotundiceps Bates, 1892
- Amblystomus rutshuruanus Basilewsky, 1951
- Amblystomus scitus Peringuey, 1896
- Amblystomus seriepunctatus Basilewsky, 1948
- Amblystomus seyrigi Alluaud, 1935
- Amblystomus similis Landin, 1955
- Amblystomus sloanei Andrewes, 1936
- Amblystomus somalicus Basilewsky, 1948
- Amblystomus stenolophoides (Nietner, 1858)
- Amblystomus striatus Landin, 1955
- Amblystomus subviridulus Basilewsky, 1948
- Amblystomus sudanicus Basilewsky, 1946
- Amblystomus suspectus Landin, 1955
- Amblystomus suturellus Basilewsky, 1963
- Amblystomus suturifer G.Muller, 1942
- Amblystomus tchadicus Basilewsky, 1948
- Amblystomus tetrasemus (Chaudoir, 1878)
- Amblystomus umbrifer (Chaudoir, 1876)
- Amblystomus umbrinus Landin, 1955
- Amblystomus unicolor Facchini, 2005
- Amblystomus versicolor Basilewsky, 1948
- Amblystomus villiersanus Bruneau de Mire, 1991
- Amblystomus villiersi Basilewsky, 1964
- Amblystomus viridulus (Erichson, 1843)
- Amblystomus vittipennis (Boheman, 1848)
- Amblystomus vulneratus (Dejean, 1831)
- Amblystomus zambezianus Basilewsky, 1948